# Жеґоткі
Жеґоткі (пол. Żegotki, нім. Wiesengrund) — село в Польщі, у гміні Стшельно Моґіленського повіту Куявсько-Поморського воєводства.
Населення — 183 особи (2011).
У 1975-1998 роках село належало до Бидгощського воєводства.

## Демографія
Демографічна структура станом на 31 березня 2011 року:
|          | Загалом | Допрацездатний вік | Працездатний вік | Постпрацездатний вік |
| -------- | ------- | ------------------ | ---------------- | -------------------- |
| Чоловіки | 86      | 20                 | 57               | 9                    |
| Жінки    | 97      | 25                 | 50               | 22                   |
| Разом    | 183     | 45                 | 107              | 31                   |